# Festival de Glyndebourne
Le Festival de Glyndebourne (Glyndebourne Opera Festival) est un festival d'opéra créé en 1934 qui a lieu chaque été à Glyndebourne House, près de Lewes, dans le Sussex de l'Est en Angleterre.
Il dure de mai à août et présente six productions chaque année. Il est particulièrement réputé pour ses productions d'opéras de Mozart, qui ont acquis une grande renommée et dont certains enregistrements sont encore publiés aujourd'hui.

## Histoire

### Origines
John Christie, mélomane et propriétaire de la fabrique d'orgue Norman & Beard, hérite en 1920 une large résidence (country house) néo-élisabéthaine située à côté de Lewes, dans le Sussex oriental, et nommée Glyndebourne. Il fait transformer la salle de musique, longue de vingt-cinq mètres, en une salle d'orgue, et y installe l'un des orgues les plus grands d'Angleterre hors ceux des cathédrales.
Il commence à accueillir des représentations lyriques d'amateurs. Il engage Audrey Mildmay, une chanteuse professionnelle, pour les organiser, et finit par l'épouser en 1930. De leur voyage de noces aux festivals de Salzbourg et de Bayreuth, ils ramènent l'idée de faire de Glyndebourne le lieu d'un festival professionnel d'opéra et de présenter « non pas le meilleur que nous puissions faire, mais le meilleur de ce qui puisse être fait où que ce soit. »
Ils font construire un petit théâtre attenant à la résidence. Christie peut engager le chef d'orchestre Fritz Busch, de Dresde, et le metteur en scène Carl Ebert, de Berlin, qui avaient tous deux fui l'Allemagne nazie ; les trois hommes s'accordent sur le fait que Busch et Ebert seront seuls responsables de la direction artistique, tandis que Christie se chargera du financement. La première soirée du nouveau festival a lieu le 28 mai 1934.

### Années fondatrices

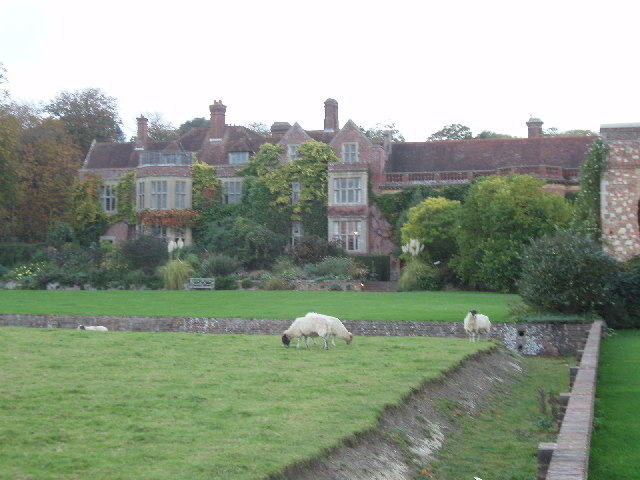
Glyndebourne House, les moutons et le ha-ha

La tradition s'établit chez les spectateurs de profiter des longs entractes pour aller pique-niquer dans le parc ; ce caractère provincial valut au festival le surnom de « Bayreuth anglais ». Le parc possède par ailleurs une particularité peu commune : son ha-ha.
Le festival est suspendu de 1938 à 1946. Dans les années d'après-guerre, il traverse une période de difficulté financière, que Christie finit par résoudre en recourant au mécénat.
Fritz Busch meurt en 1951. Il est remplacé au poste de directeur musical par Vittorio Gui, qui fait entrer Rossini au répertoire.
John Christie est nommé en 1954 dans l'Ordre des Companions of Honour pour sa contribution à la vie artistique anglaise. Il transmet la présidence du festival à son fils George Christie en 1958, et meurt en 1962.
En 1960, Carl Ebert, qui avait assuré presque toutes les mises en scène depuis 1934, se retire définitivement. Lui succède Günther Rennert, qui partage cependant sa tâche avec Franco Enriquez et Peter Ebert, ainsi que des metteurs en scène invités comme Franco Zeffirelli et Michael Redgrave.

### Le festival depuis les années 1960
En 1963 un ancien élève de Busch, John Pritchard, à la fois mozartien et champion de la musique contemporaine, devient directeur musical.
En 1972, John Cox devient directeur des productions, et invite David Hockney pour The Rake's Progress en 1975 et pour La Flûte enchantée en 1978.
Bernard Haitink succède à Pritchard en 1978 et dirige pendant dix ans avant d'être remplacé par Andrew Davis.
En 1984, Peter Hall, collaborateur du festival depuis 1970, est nommé directeur artistique. Il produit, avec le metteur en scène John Bury, des opéras baroques, avant d'étendre leurs projets jusqu'à Mozart et Britten. Graham Vick (en) est de 1993 à 2000 le dernier directeur des productions. D'autres metteurs en scène invités incluent Trevor Nunn, Nikolaus Lehnhoff, Peter Sellars. À la fin des années 1980, la production de Porgy and Bess de Gershwin, mise en scène par Trevor Nunn, est très appréciée et est adaptée pour la télévision en 1993.
Le 31 décembre 1999, Sir George Christie quitte la présidence du festival, tout en restant membre du conseil d'administration (Board of Trustees). Son fils puîné, Gus Christie, lui succède. Vladimir Jurowski devient directeur musical en 2000.
En 2003, Wagner entre au répertoire du festival avec un Tristan et Isolde mis en scène par Nikolaus Lehnhoff et dirigé par Jiří Bělohlávek.

### Label CD de Glyndebourne
En 2008, Glyndebourne lance son propre label CD grâce au concours de John Barnes et des enregistrements qu'il constitua de 1960 à 2008. Aujourd'hui toutes les représentations du festival continuent d'être enregistrées.
Chaque année, 4 opéras sont édités en CD dans un luxueux coffret.

## Statut
Le festival est produit par Glyndebourne Productions Ltd., une private limited company by shares, équivalent d'une société à responsabilité limitée en France.

### Présidents
Le président (chairman) est depuis l'origine un descendant du fondateur – un autre point commun avec le Festival de Bayreuth.
- 1934–1958 : John Christie
- 1958–1999 : George Christie
- Depuis 2000 : Gus Christie

### Directeurs musicaux
- 1934–1951 : Fritz Busch
- 1952–1963 : Vittorio Gui
- 1964–1977 : sir John Pritchard
- 1978–1988 : Bernard Haitink
- 1988–2000 : sir Andrew Davis
- 2001-2013 : Vladimir Jurowski
- Depuis janvier 2014 : Robin Ticciati

## Bâtiment
Le théâtre d'origine, construit sur le côté de la résidence, pouvait accueillir trois cent onze personnes seulement. Il fut élargi et rénové à de nombreuses reprises, si bien que dans les années 1980 il comportait huit cent trente places et était flanqué de bâtiments supplémentaires comprenant des restaurants, des vestiaires, des entrepôts, etc.
En 1992, l'ancien théâtre ferma après son dernier festival et la construction d'une nouvelle salle de mille deux cents places commença. Elle coûta 34 millions de livres réunies grâce à une souscription publique, et ouvrit en 1994.

## Glyndebourne on Tour
En 1968, George Christie créa Glyndebourne on Tour (GOT, ou Glyndebourne en tournée) afin d'« amener l'excellence de Glyndebourne au plus large public possible et de lancer la carrière de jeunes artistes. » La tournée dure d'octobre à décembre, et commence à Glyndebourne même pour ensuite présenter ses productions dans plusieurs théâtres régionaux du pays.

## Distinctions
- International Opera Award dans la catégorie « festival » (2016)[2].